# Catherine Paysan

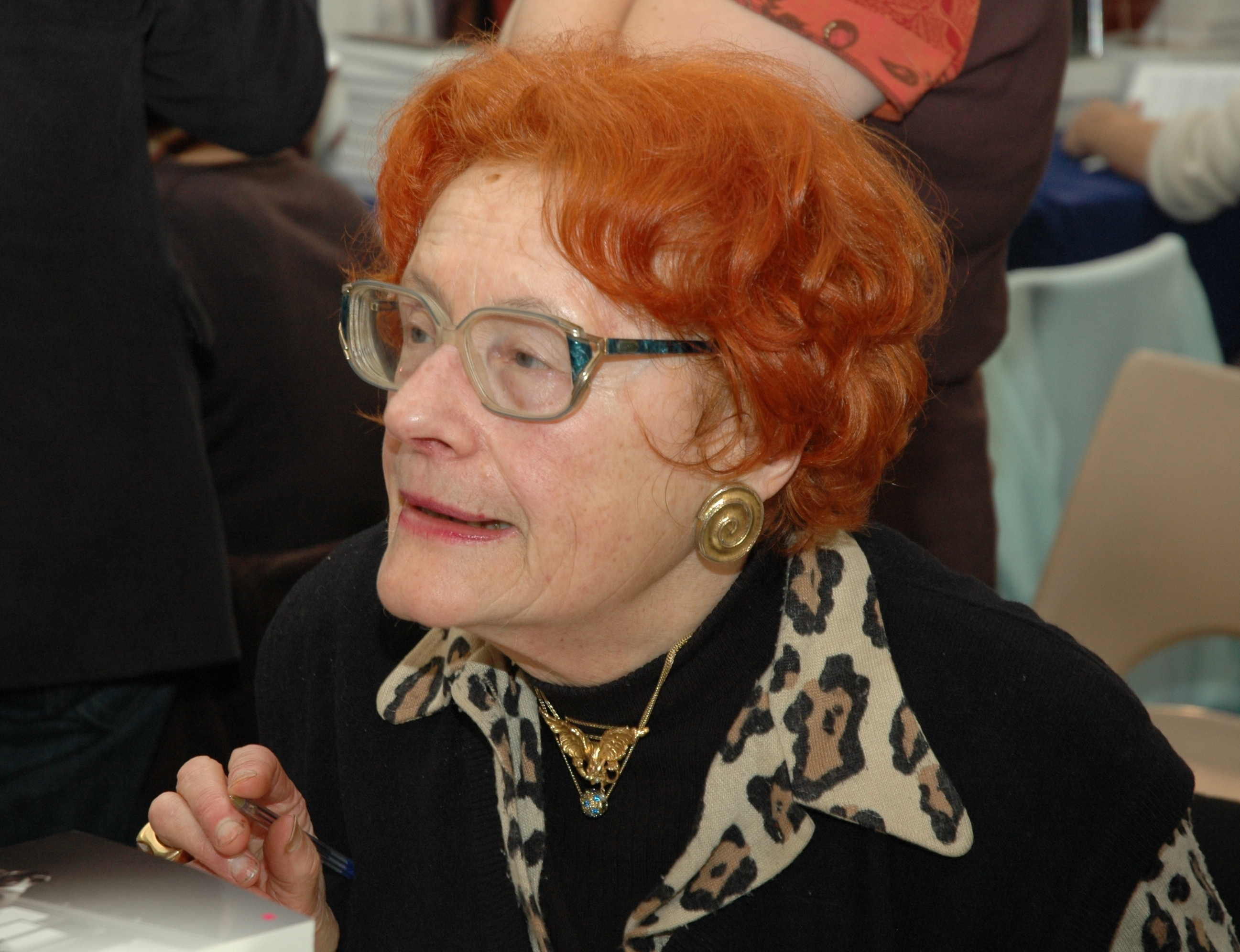
Catherine Paysan (2006)

Catherine Paysan (eigentlich Annie Roulette, * 4. August 1926 in Aulaines, Département Sarthe; † 22. April 2020 in Le Mans) war eine französische Schriftstellerin.

## Biographie
Catherine Paysan war die Tochter von Auguste Roulette, einem Gendarmen und späteren Angestellten bei einer Gemeindeverwaltung, und der Grundschullehrerin Marthe Roulette. Nach ihrer Kindheit in Aulaines besuchte sie in Le Mans das Gymnasium. Im Alter von 18 Jahren veröffentlichte sie ihre erste Gedichtesammlung Tous deux. Danach studierte sie für das Lehramt. Als junge Lehrerin ließ sie sich in das damals französisch besetzte Speyer versetzen, wo sie von 1946 bis 1948 lebte. Diese Zeit verarbeitete sie viele Jahrzehnte später in dem 2006 erschienenen autobiographischen Roman L’amour là-bas en Allemagne. Nach ihrer Rückkehr nach Frankreich war sie in Paris als Grundschullehrerin tätig.
Paysans erster Roman erschien 1961. Für ihren Roman Les Feux de la Chandeleur erhielt sie 1967 den Prix des Libraires. 1972 war die Verfilmung Kerzenlicht offizieller Beitrag bei den Filmfestspielen in Cannes.
Ab 1974 widmete sich Catherine Paysan ausschließlich der Schriftstellerei. Im April 2020 starb sie 93-jährig in einem Krankenhaus in Le Mans.

## Auszeichnungen (Auswahl)
- 1967: Prix des Libraires für Les Feux de la Chandeleur
- 2000: Prix Goncourt de la nouvelle für Les Désarmés
- Ritter der Ehrenlegion

## Werke
Romane
- 1961: Nous autres les Sanchez, Prix de la Société des gens de lettres
  - 1962: Mein Vater und wir, Übers. Maria Honeit. Hamburg: Wegner
- 1963: Histoire d’une salamandre
- 1964: Je m’appelle Jéricho
  - 1967: Ich heiße Jéricho, Übers. Jutta und Theodor Knust. Gütersloh: S. Mohn
- 1966: Les Feux de la Chandeleur
- 1968: Le nègre des sables
- 1974: L’empire du taureau
- 1978: Le clown de la rue Montorgeuil
- 1981: Dame suisse sur un canapé de reps vert
- 1984: Le rendez-vous de Strasbourg
- 1991: La route vers la fiancée

Autobiographien und autobiographische Romane
- 1971: Comme l’or d’un anneau, Prix Sully-Olivier de Serres
- 1976: Pour le plaisir
- 1987: La colline d’en face
- 2000: Le passage du SS
- 2006: L’amour là-bas en Allemagne
- 2017:  L'enterrement d'un juif hongrois

Essays
- 2003: La prière parallèle

Novellen
- 1963: Les faiseurs de chance, Prix des écrivains de l’Ouest
- 2000: Les désarmés

Gedichtbände
- 1944: Tous deux
- 1956: Ecrit pour l’âme des cavaliers
- 1967: La musique du feu, Prix Marceline Desbordes-Valmore
- 1989: 52 poèmes pour une année

Theaterstücke
- 1969: Les oiseaux migrateurs
- 1983: Attila Dounai

Schallplatten
- 1964: Chansons pour moi toute seule

## Filme
- 1968: Der verflixte Großvater (Ce sacré grand-père) nach dem Roman Je m'appelle Jéricho
- 1972: Kerzenlicht (Les Feux de la Chandeleur), Regie: Serge Korber, mit Annie Girardot, Jean Rochefort und Claude Jade
- 1977: Histoire d'une salamandre (Fernsehfilm)
- 1997: L'Empire du taureau (Fernsehfilm)
- 2009: Liebe unerwünscht – ein Kriegsgefangener in Frankreich, Dokumentarfilm von Barbara Stupp für den WDR über L'amour là-bas en Allemagne[4]